# Cromolitografia

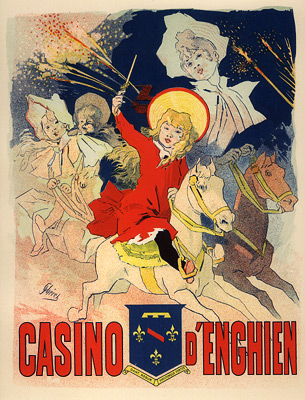
Una litografia en colors de Jules Chéret (finals del)

L'Oncle Sam per James Montgomery Flagg (1917), una de les cromolitografies més difoses de la història.

La cromolitografia és un art litogràfic mitjançant el qual s'imprimeixen dibuixos polícroms, que imiten sobretot la tempera. Cromolitografia és un terme derivat del grec: chroma (color), lithos (pedra) i graphia (de graphein, dibuixar).

## Descripció
Aquest mètode es va desenvolupar des de l'any 1837, a partir de la tècnica de la litografia (la qual ja va ser utilitzada des de 1796 per Aloys Senefelder).
Consisteix a dibuixar figures amb un llapis gras especial sobre una matriu de pedra. Després d'haver tractat la superfície de la làmina litogràfica amb una solució àcida, s'haurà d'humitejar i després la matriu s'entinta, usant un rodet de cuir o de goma. La tinta, a causa del greix, s'adhereix només en les línies dibuixades amb el llapis de greix, i és rebutjada per la superfície humida de la pedra. En el següent pas de la impressió només la tinta que s'ha adherit al patró s'imprimeix en el full de paper. Per a cada color diferent cal una matriu diferent. Gràcies a la cromolitografia es poden fer servir molts colors, amb més rapidesa, amb més matisos i amb tons molt brillants.
A partir de la segona meitat del segle xix, comencen a aparèixer imatges cromolitogràfiques impreses en fulls o targetes que anuncien en diverses publicacions escrites, el producte a vendre. D'aquesta època són famoses la sèrie de Targetes Liebig emeses des de l'any 1872. La realització de l'etiqueta sovint va ser confiada a artistes de l'època, mentre que la impressió es va fer amb tècnica cromolitogràfica de fins a 12 colors.
A partir del segle XX la cromolitografia es va anar abandonant en favor de la fotografia en colors.
En la història de la cromolitografia, el primer gran mestre en va ser Jules Chéret.

## Oleografia
L'oleografia és un procediment d'impressió en sèrie cromolitogràfica en tricromia o quadricromia, estesa sobretot a la segona meitat del segle xix, que consisteix a disposar sobre una pedra de granit colors grassos que després s'imprimeixen en fulls de paper o en fulls, imitant la pintura a l'oli.